# Ломаццо
Ломаццо (итал. Lomazzo) — коммуна в Италии, располагается в регионе Ломбардия, подчиняется административному центру Комо.
Население составляет 9959 человек (2017), плотность населения составляет 884 чел./км². Занимает площадь 9 км².
Покровителями коммуны почитаются святой Сир из Павии, празднование 9 декабря, и святой Вит.

## История
Более тысячи лет центральная улица, разделяющая город на две части с юга на север, являлась границей между провинциями Комо и Милан. До XVI века за пересечение улицы взимались таможенные пошлины. Такое разделение возникло в период, когда в Ломаццо поселились лангобарды, которые поселились отдельно от местных жителей. Позднее, когда они обратились в католичество, то стали подчиняться миланской епархии, в то время как остальные жители Ломацио входили в епархию Комо.
В период междоусобиц между гвельфами и гибеллинами Ломаццо считался нейтральной землёй. Поэтому именно здесь были проведена встреча послов обоих фракций и провозглашено перемирие. Мирный договор был подписан в 1249 году, но вскоре война возобновилась.
Ломацио было объединено в одну коммуну в 1816 году.

## Население
| 2004 | 2012 | 2013 | 2014 | 2015 | 2016 | 2017 |
| ---- | ---- | ---- | ---- | ---- | ---- | ---- |
| 8291 | 9191 | 9343 | 9609 | 9735 | 9849 | 9959 |